# كلودوالدو
كلودوالدو (بالبرتغالية: Clodoaldo‏) (مواليد 25 سبتمبر 1949) هو لاعب كرة قدم. يلعب مع منتخب البرازيل لكرة القدم. سبق له أن لعب في كأس العالم لكرة القدم مع منتخب بلاده.

## روابط خارجية
- كلودوالدو على موقع الاتحاد الدولي (مؤرشف)  (الإنجليزية)
- كلودوالدو على موقع قاعدة بيانات كرة القدم.إي يو (الإنجليزية)
- كلودوالدو على موقع ناشيونال فوتبول تيمز (الإنجليزية)
- كلودوالدو على موقع عالم كرة القدم.نت (الإنجليزية)
- كلودوالدو على موقع كووورة